# Рюфиск
Рюфи́ск (волоф Tëngéej, фр. Rufisque) — город области Дакар в Сенегале, расположенный на полуострове Зелёный мыс, на побережье Атлантического океана в 25 км на юго-восток от Дакара.
Административный центр одноимённого департамента.
Население — 162 056 житель (2007).
Во время французского колониального правления Рюфиск — один из важнейших городов данного региона. До настоящего времени
сохранилась французская застройка вдоль главной улицы города.

## Города-побратимы
- Нант, Франция
- Энен-Бомон, Франция
- Рио-де-Жанейро, Бразилия